# Michael Chance
Michael Chance (Penn, Buckinghamshire, 7 de marzo de 1955) es un cantante lírico inglés con registro de contratenor.

## Biografía
Michael Chance nació el 7 de marzo de 1955 en Penn, Buckinghamshire, Inglaterra. Sus estudios vocales con Rupert Bruce Lockhart siguieron a su graduación en el King's College de Cambridge, donde había comenzado a cantar. Su primer papel operístico fue Giasone de Cavalli en el Festival de Buxton con montaje de Ronald Eyre , al que siguieron actuaciones en Lyon, Colonia y en la Ópera de Kent. Posteriormente actuó en la Ópera de Sídney, Teatro Colón de Buenos Aires, La Scala de Milán, Nueva York, Lisboa, Oviedo, París, Ámsterdam y en el Covent Garden, Glyndebourne y la Ópera Nacional Inglesa. 
Ha obtenido reputación internacional como uno de los mayores exponentes de la voz de contralto masculina en todas las áreas del repertorio clásico y está igualmente solicitado en ópera, concierto o actividades discográficas.
El oratorio y el recital le han llevado a todas las salas de concierto del mundo, incluido el Carnegie Hall, el Concertgebouw, la Musikverein, la Neue Gewandhaus y la Orquesta Filarmónica de Berlín. Ha dado recitales en Fráncfort del Meno, Viena, Ámsterdam, Israel, Nueva York y el Wigmore Hall de Londres con una variedad de programas que abarcan desde las canciones con laúd de la época isabelina a las canciones a él dedicadas.
Ha sido Artista en Residencia del Festival de Lufthansa en Londres en 2001. También ha vuelto a hacer Poppea para la Ópera de Los Ángeles con Plácido Domingo, Rodelinda en Múnich, y conciertos en el Reino Unido y otros países de Europa. Michael Chance es Profesor invitado en el Royal College of Music.
Actúa regularmente con el conjunto de violas da gamba Fretwork, y, recientemente, ha realizado con ellos una gira por Japón, Los Estados Unidos y España. Sus apariciones en televisión incluyen A Night at the Chinese Opera, Muerte en Venecia, The Fairy Queen, las tres óperas de Monteverdi con la Ópera de los Países Bajos, Poppea con la Ópera Nacional Galesa y El Mesías en Dublín con Sir Neville Marriner.

## Repertorio
Sus roles incluyen los papeles protagonistas en las óperas Orfeo y Eurídice de Gluck, Giasone de Cavalli, Giustino de Haendel, Ascanio in Alba de Mozart, Ottone de L'incoronazione di Poppea, Athamas en Semele de Handel, Andronico en Tamerlano de Haendel, Oberón en El sueño de una noche de verano, Tolomeo en Giulio Cesare de Handel y Apolo en Muerte en Venecia de Britten.
Han escrito papeles a él dedicados compositores como Sir Harrison Birtwistle —The Second Mrs Kong («El segundo señor Kong»)— y Judith Weir —A night at the Chinese Opera («Una noche en la Ópera China»)—.

## Grabaciones
La lista de grabaciones de Michael Chance es amplia y variada. Recibió un Premio Grammy por Sémele de Händel para la Deutsche Grammophon junto con John Nelson y Kathleen Battle. Ha grabado frecuentemente con John Eliot Gardiner – las pasiones, las cantatas y la Misa en si menor de Johann Sebastian Bach , el Orfeo de Monterverdi; así como Israel en Egipto, Jephtha, Tamerlano y Agrippina de Handel.
Otros directores con los que ha realizado grabaciones incluyen Trevor Pinnock —con quien grabó el disco "Michael Chance, the Art of Counter-tenor"— Frans Brüggen, Ton Koopman y Nicholas McGegan. Su voluntad de dar a conocer el repertorio de contratenor ha propiciado el surgimiento de obras nuevas a él dedicadas por Richard Rodney Bennett, Alexander Goehr, Tan Dun, Anthony Powers, John Tavener y Elvis Costello —entre otros—.
- Datos: Q527822
- Multimedia: Michael Chance / Q527822